# Starkówiec
Starkówiec – wieś w Polsce położona w województwie wielkopolskim, w powiecie krotoszyńskim, w gminie Kobylin.

## Historia
Starkówiec, zwany w XIII wieku Starkowem, należy do najstarszych wsi w dawnym woj. kaliskim. Na mocy przywileju z dnia 12.02.1253 r. danego klasztorowi Cystersów w Henrykowie przez księcia wielkopolskiego Przemysława I Starkówiec staje się własnością tegoż klasztoru. Nie wiadomo, jak długo był w posiadaniu Cystersów, bowiem już w wieku XV jest w ręku rodziny Starkówieckich. Po nich Starkówiec przechodził z rąk do rąk. Od roku 1671 właścicielami Starkówca byli Naramowscy, od 1699 Walknowscy, a po nich Skórzewscy.
W I połowie wieku XVIII wieś tę posiadał Jan Burzymski, który z powodu długów odstąpił ją swoim wierzycielom. Po nim posiadali Starkówiec Radońscy. Przed rokiem 1780 wieś ta była już w rękach Wyganowskich, od których na początku XIX wieku nabył ją Franciszek Przyłuski (brat abpa Leona Przyłuskiego).
W okresie Wielkiego Księstwa Poznańskiego (1815-1848) miejscowość wzmiankowana jako Starkowice należała do wsi większych w ówczesnym pruskim powiecie Krotoszyn w rejencji poznańskiej. Starkowice należały do okręgu kobylińskiego tego powiatu i stanowiły odrębny majątek, którego właścicielem był wówczas Franciszek Przyłuski. Według spisu urzędowego z 1837 roku wieś liczyła 253 mieszkańców, którzy zamieszkiwali 22 dymy (domostwa).
W rękach Przyłuskich Starkówiec został do II wojny światowej.
Zobacz też: Starkowiec Piątkowski